# Lirnyk

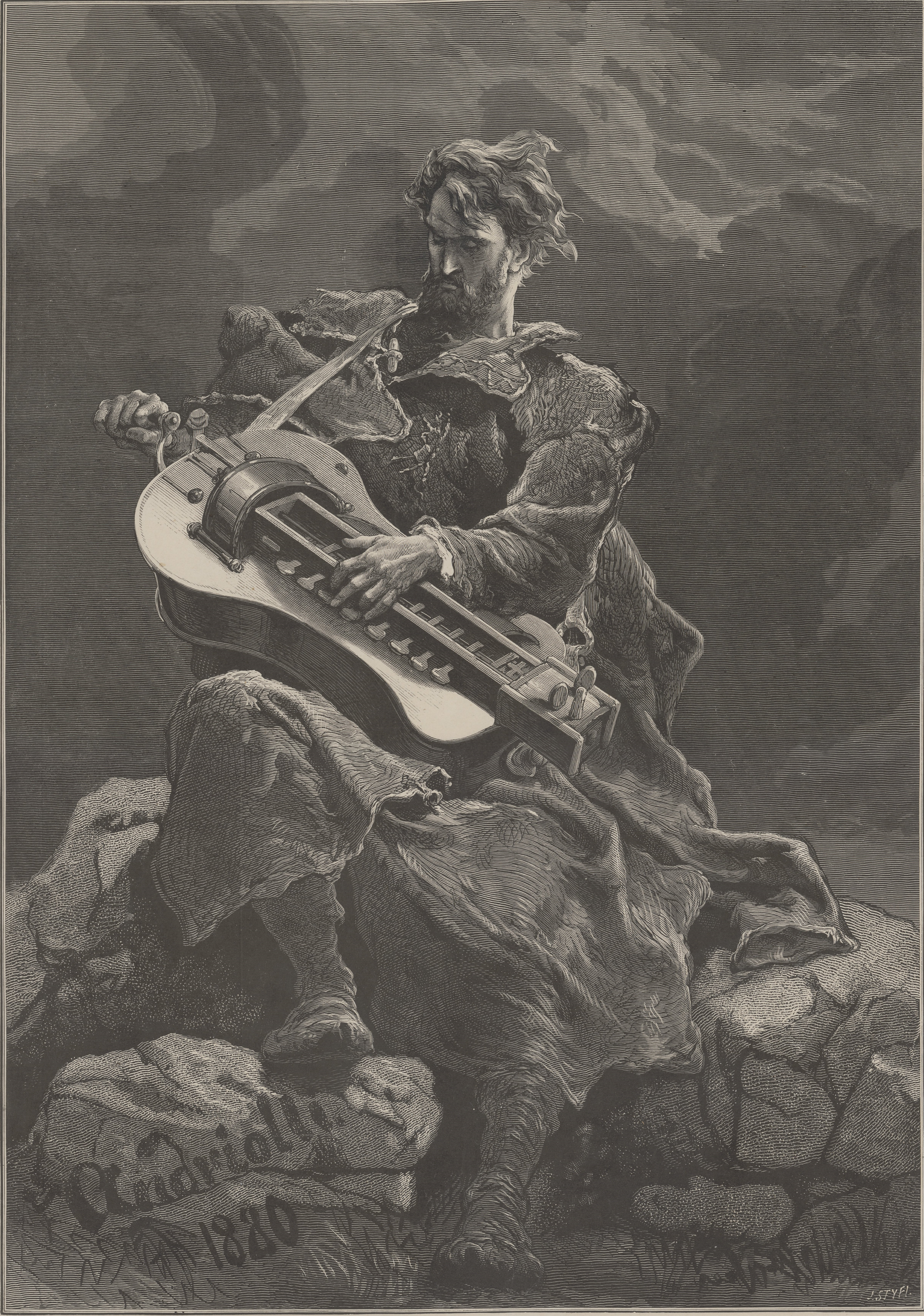
[https://polona.pl/item/lirnik-wioskowy-do-utworu-syrokomli,NzQ3ODE4ODI/ Lirnyk

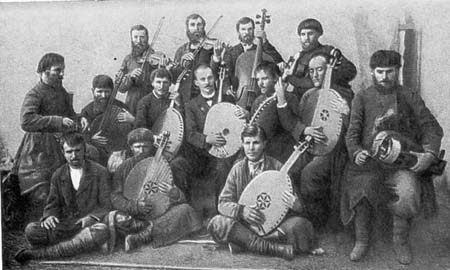
Lirnyk ucraïnès amb kobzars, Khàrkiv, 1902.

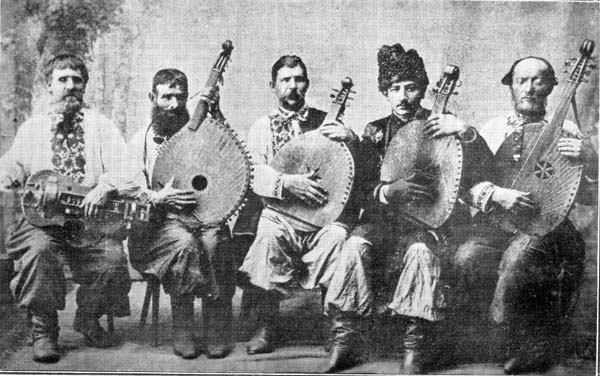
Lirnyk ucraïnès amb kobzars, Okhtyrka, 1911.

Els lirnyk (ucraïnès: лірник; plural лірники - lirnyky) eren músics ucraïnesos ambulants que interpretaven cançons religioses, històriques i èpiques amb l'acompanyament d'una lira, la versió ucraïnesa de la viola de roda.
Els lirnyk eren semblants i pertanyien als mateixos gremis que els kobzars, més coneguts i que tocaven la bandura. Tanmateix, els lirnyk tocaven la lira, una mena de viola de roda accionada amb una manivela, mentre que els kobzars tocaven les bandures, més semblants a llaüts. Els lirnyk eren generalment cecs o tenien alguna discapacitat important.
Van estar actius a totes les zones d'Ucraïna des del segle xvii. La tradició es va aturar a l'est i al centre d'Ucraïna a mitjans dels anys trenta. Es van veure alguns lirnyk a les regions de l'oest d'Ucraïna fins als anys setanta i fins i tot els vuitanta.
Avui en dia el repertori de l'instrument és tocat majoritàriament per intèrprets educats i vidents. Els intèrprets més notables de la lira inclouen noms com els de Mykhailo Khai, Vadim (Yarema) Shevchuk i Volodymyr Kushpet.